# Monastero delle Suore Domenicane dello Spirito Santo
Il monastero delle Suore Domenicane dello Spirito Santo si trova in via Bolognese 111 a Firenze.
La congregazione delle suore domenicane dello Spirito Santo fu istituita da padre Pio Alberto del Corona verso il 1870 e una di queste suore, Elena Bonaguidi, fu guida e modello di virtù per le altre suore.

## Storia
In origine il monastero si trovava nella villa Nuti in via Santa Marta e faceva parte della parrocchia di Santa Croce al Pino, poi si trasferì alla Pietra, in via Bolognese, nella parrocchia di Montughi.
Nel dopoguerra le religiose gestivano l'asilo e una scuola elementare parificata. Le suore, che fornivano assistenza agli ammalati, traevano sostentamento dal ricavato di una casa di cura che si trovava nel loro convento di Fezzano, poi venduto.
Nel 1937 una signora inglese che abitava a Firenze aprì presso il convento un piccolo pensionato che, con gli anni, si ingrandì; l'attività scolastica ebbe termine nel 1986. Questo istituto delle suore Domenicane è oggi un pensionato per persone anziane, la Casa di riposo Spirito Santo.

## Congregazione
La Congregazione delle Terziarie di San Domenico fu riconosciuta come Congregazione di Diritto Diocesano dall'8 dicembre 1970. Nel 1972 il monastero della Pietra si unì con la Casa di Borgo San Lorenzo e con quella di Carbonia.

## Chiesa
Del convento fa parte una chiesa, costruita su disegno dell'architetto Antonio Romei, grazie anche all'aiuto del pontefice Pio IX. Dietro l'altare della cappella si trova il coro, costruito in seguito alla donazione del vescovo di Pescia, don Luigi Romoli, morto nel 1985. Sotto la chiesa si trova la cripta, che accoglie le salme di Pio Alberto Del Corona e della religiosa Elena Bonaguidi.